# Уолкотт, Джеймс
Джеймс Уолкотт (англ. James Wolcott; р. 10 декабря 1952, Балтимор, США) — американский журналист, известный критикой современных СМИ. Культурный критик журнала Vanity Fair.

## Биография
Родился в Балтиморе, штат Мэриленд. Учился в местном Университете Фростбурга в течение двух лет, затем переехал в Нью-Йорк, где начал работать секретарём в газете The Village Voice.
Был обозревателем СМИ и массовой культуры в изданиях Esquire, Harper’s Magazine, The New Yorker, The New York Review of Books, New York Magazine. Перешёл на работу в Vanity Fair по приглашению писателя и редактора Лео Лермана.
Автор ряда книг, в том числе — «Бойцовые пудели и другие медиамутанты» («Attack Poodles and Other Media Mutants», 2004), содержащей критику в адрес телеканала Fox News — Уолкотт называет его редакторов «сторожевыми псами» Джорджа Буша.
За книгу «Critical Mass» награждён американским ПЕН-клубом премией имени Диамонштейн-Шпильвогель за лучшее произведение искусства или эссе.

## Личная жизнь
Женат на редакторе Vanity Fair Лауре Якобс.
С 2007 года практикует технику Трансцендентальной медитации.